# 6NOTES
6NOTES（シックスノーツ）は、日本の女性歌手グループBeForUメンバーによるミニアルバム。

## 概要
- メンバーそれぞれのソロ楽曲を集めた作品。メンバーひとりひとりが自ら作詞し、歌唱している。なお、本作はBeForUではなく"Riyu,Noria,Yoma,Sayaka,Miharu,Lisa"名義でのリリースとなる。
- アルバム『BeForU III 〜Breaking Into The Probability Changes〜』とほぼ同時進行で制作された。
- 店頭販売はされていない。通信販売（ただしコナミスタイルでは取り扱っていない）とライブ会場での販売のみ。

## 収録曲
全曲ともボーカル担当が作詞をしている。
1. 彩
歌唱：小坂りゆ
作曲：カワイ進　編曲：LOVE+HATE
「あや」と読む。
2. 細い鎖
歌唱：外花りさ
作曲：外花りさ　編曲：剱持満
3. LUNA+tic FANTASY
歌唱：有沢みはる
作曲：BABY FAZE　編曲：明石昌夫
4. ラディエンス
歌唱：Noria
作曲・編曲：酒井陽一
5. フレンズ
歌唱：代真
作曲：相木清久　編曲：剱持満
6. always
歌唱：南さやか
作曲：相木清久　編曲：剱持満